# 중앙선 (도로)
중앙선(中央線)은 도로 중앙에 있는 선으로 상행 하행 교통을 분리하는 기능을 가진다. 일반적으로 황색을 사용하나 고속도로의 경우 기존 황색에서 백색으로 바뀌었다. 

## 중앙선 침범 판례
- 도로의 중앙선을 침범하였을 때라 함은 교통사고의 발생지점이 중앙선을 넘어선 모든 경우를 가리키는 것이 아니라 부득이한 사유가 없이 중앙선을 침범하여 교통사고를 발생케 한 경우를 뜻한다. 여기서 '부득이한 사유'라 함은 (1) 진행차로에 나타난 장애물을 피하기 위하여 다른 적절한 조치를 취할 겨를이 없었다'거나 (2) 자기 차로를 지켜 운행하려고 하였으나 운전자가 지배할 수 없는 외부적 여건으로 말미암아 어쩔 수 없이 중앙선을 침범하게 되었다"는 등 중앙선 침범 자체에는 운전자를 비난할 수 없는 객관적 사정이 있는 경우를 말하는 것이며, 중앙선 침범행위가 교통사고 발생의 직접적인 원인이 된 이상 사고장소가 중앙선을 넘어선 반대차선이어야 할 필요는 없으나, 중앙선 침범행위가 교통사고 발생의 직접적인 원인이 아니라면 교통사고가 중앙선 침범운행중에 일어났다고 하여 모두 이에 포함되는 것은 아니다.[1]
- 피고인 운전차량에게 들이받힌 차량이 중앙선을 넘으면서 마주오던 차량들과 충격하여 일어난 사고가 중앙선침범사고로 볼 수 없다.[2]
- 피고인 운전의 덤프트럭이 사고 전에 바퀴에 구멍이 나서 불가항력적으로 중앙선을 침범하게 되어 그 교통사고가 발생한 것이라고 본다.[3]